# Crossover (automobil)

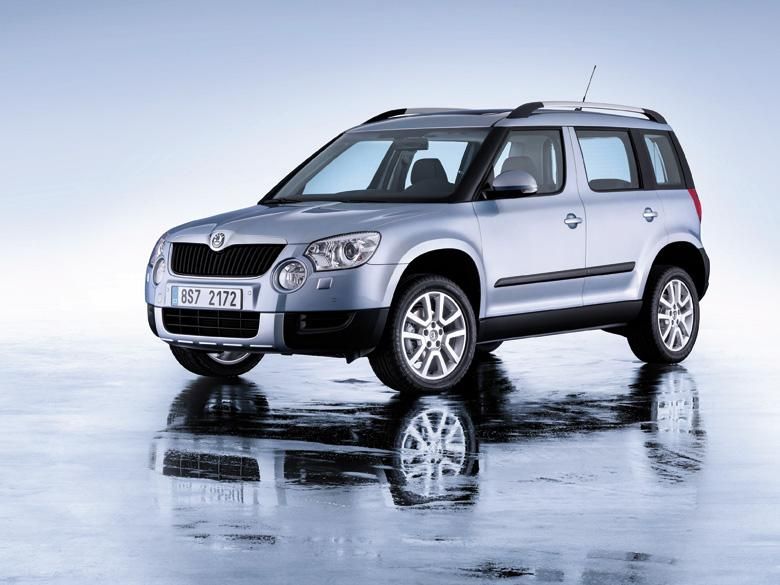
Crossover Škoda Yeti

Crossover (crossover utility vehicle, CUV) je typ automobilu s prvky více druhů karoserií. Většinou kombinuje některé karosářské a jízdní prvky SUV (vyšší světlá výška nebo pohon všech kol) s prvky MPV (interiér, způsob řízení). Crossovery jsou obvykle určeny do městského prostředí nebo jen do lehčího terénu.
Krátký seznam současných crossoverů s platformami, na nichž vznikly (podobné vozy jsou seskupeny dohromady):
| Model(y)                                                    | Platforma                                                                |
| ----------------------------------------------------------- | ------------------------------------------------------------------------ |
| Acura MDX                                                   | Platforma Honda mid-size "CD" (Honda Accord)                             |
| Acura RDX                                                   | Platforma Honda compact "C" (Honda Civic)                                |
| Acura ZDX                                                   | Platforma Honda mid-size "CD" (Honda Accord)                             |
| Audi allroad                                                | Platforma Volkswagen Group C5                                            |
| Audi Q5                                                     | Volkswagen Group B8                                                      |
| Audi Q7                                                     | Platforma Volkswagen Group PL71                                          |
| BMW X1                                                      | Platforma BMW 3 Series                                                   |
| BMW X3                                                      | Platforma BMW 3 Series                                                   |
| BMW X5                                                      | Platforma BMW 5 series                                                   |
| BMW X6                                                      | Platforma BMW X5                                                         |
| Buick Enclave/Chevrolet Traverse/GMC Acadia/Saturn Outlook  | Platforma GM Lambda                                                      |
| Buick Rendezvous                                            | Platforma GM U                                                           |
| Cadillac SRX                                                | Platforma GM Theta Premium                                               |
| Chevrolet Captiva/Saturn Vue                                | Platforma GM Theta                                                       |
| Chevrolet Equinox                                           | Platforma GM Theta                                                       |
| Chrysler Pacifica                                           | Platforma Chrysler CS platform (Chrysler Town and Country/Dodge Caravan) |
| Citroen C-Crosser                                           | Platforma Mitsubishi Outlander                                           |
| Dacia Duster                                                | Platforma Nissan B / Dacia B0 (Dacia Logan)                              |
| Dodge Journey                                               | Platforma Mitsubishi GS (Dodge Avenger)                                  |
| DS 6WR                                                      | Platform PF2                                                             |
| Fiat Idea                                                   | Fiat Idea Adventure Locker                                               |
| Fiat Palio                                                  | Fiat Palio Weekend Adventure Locker                                      |
| Fiat Strada                                                 | Fiat Strada Adventure Locker                                             |
| Ford Edge                                                   | Platforma Ford CD3                                                       |
| Ford Escape/Mazda Tribute/Mercury Mariner                   | Platforma Ford CD2                                                       |
| Ford EcoSport                                               | Platforma Ford B3 (Ford Fiesta)                                          |
| Ford Explorer (5. generace)                                 | Platforma Ford D3                                                        |
| Ford Flex                                                   | Platforma Ford D4                                                        |
| Ford Taurus X / Ford Freestyle                              | Platforma Ford D3 (Ford Five Hundred/Taurus)                             |
| Ford Territory                                              | Ford Falcon                                                              |
| Holden Adventra/HSV Avalanche XUV                           | Holden Commodore                                                         |
| Holden Crewman/HSV Avalanche XUV                            | Holden Commodore                                                         |
| Honda CR-V/Honda HR-V                                       | Platforma Honda compact "C" (Honda Civic)                                |
| Honda Element                                               | Platforma Honda compact "C" (Honda Civic)                                |
| Honda Pilot                                                 | Platforma Honda mid-size "CD" (Honda Accord)                             |
| Honda Crosstour                                             | Platforma Honda mid-size "CD" (Honda Accord)                             |
| Hyundai Tucson/Kia Sportage (2. generace)                   | Hyundai Elantra                                                          |
| Hyundai Santa Fe/Hyundai Veracruz/Kia Sorento (2. generace) | Hyundai Sonata                                                           |
| Infiniti EX                                                 | Platforma Nissan FM                                                      |
| Infiniti FX                                                 | Platforma Nissan FM (Infiniti G35)                                       |
| Jeep Compass/Jeep Patriot                                   | Platforma Mitsubishi GS                                                  |
| Lexus RX                                                    | Toyota Camry                                                             |
| Lincoln MKX/Ford Edge                                       | Platforma Ford CD3 (Lincoln Zephyr/MKZ, Ford Fusion)                     |
| Mazda CX-7                                                  | Mazda 6                                                                  |
| Mazda CX-9                                                  | Platforma Ford CD3 (Mazda MPV)                                           |
| Mercedes-Benz GL-Class                                      |                                                                          |
| Mercedes-Benz GLK-Class                                     | Mercedes-Benz W204                                                       |
| Mercedes-Benz M-Class (2. generace)                         |                                                                          |
| Mercedes-Benz R-Class                                       |                                                                          |
| Mitsubishi Endeavor                                         | Mitsubishi Galant                                                        |
| Mitsubishi Outlander                                        | Mitsubishi Lancer                                                        |
| Nissan Murano                                               | Platforma Nissan D (Nissan Altima)                                       |
| Nissan Rogue/Nissan Qashqai/Renault Koleos                  | Platforma Nissan C (Nissan Sentra)                                       |
| Nissan X-Trail                                              | Platforma Nissan C (Nissan Sentra)                                       |
| Peugeot 3008                                                | Peugeot 308                                                              |
| Peugeot 4007                                                | Platforma Mitsubishi Outlander                                           |
| Porsche Cayenne                                             | Platforma Volkswagen Group PL71                                          |
| Renault Kadjar                                              | Platforma Nissan Qashqai                                                 |
| Saab 9-3X                                                   | Platforma GM Epsilon                                                     |
| Saab 9-4X                                                   | Platforma GM Theta Premium                                               |
| Škoda Yeti                                                  | Platforma Volkswagen Group A5                                            |
| Subaru Forester                                             | Subaru Impreza                                                           |
| Subaru Outback                                              | Subaru Legacy                                                            |
| Subaru Tribeca                                              | Subaru Legacy                                                            |
| Suzuki Grand Vitara (2. generace)                           | Suzuki SX4                                                               |
| Suzuki XL7 (2. generace)                                    | Chevrolet Equinox                                                        |
| Tata Aria                                                   | Tata Indigo                                                              |
| Toyota Matrix                                               | Toyota Corolla                                                           |
| Toyota RAV4                                                 | Toyota Corolla                                                           |
| Toyota Venza                                                | Toyota Camry                                                             |
| Toyota Highlander/Kluger                                    | Toyota Camry                                                             |
| Volkswagen Tiguan                                           | Platforma Volkswagen Group B (PQ46) (Volkswagen Golf)                    |
| Volkswagen Touareg                                          | Platforma Volkswagen Group PL71                                          |
| Volvo XC60                                                  | Platforma Ford EUCD                                                      |
| Volvo XC70                                                  | Platforma Ford EUCD                                                      |
| Volvo XC90                                                  | Platforma Ford D3 (Volvo S80)                                            |